# John Lilly

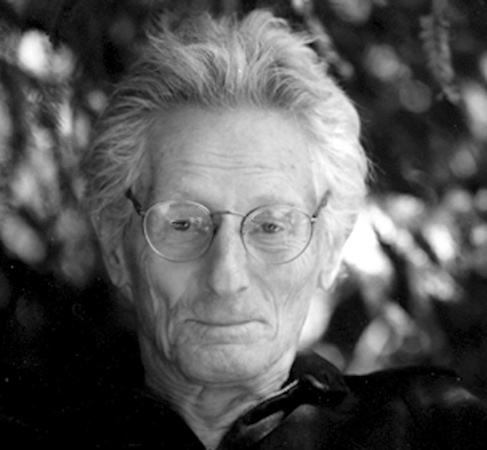
John C. Lilly

John Cunningham Lilly (ur. 6 stycznia 1915, zm. 30 października 2001) – amerykański psychiatra, psychoanalityk, filozof i pisarz. 
Pionier badań nad izolacją psychiczną. Dla przebadania, jak zachowuje się mózg pozbawiony całkowicie bodźców z zewnątrz skonstruował w 1954 roku odizolowany zbiornik, w którym w osolonej i podgrzanej wodzie unosiło się ciało osoby badanej oddychającej przez specjalne rurki w nałożonej na twarz masce. Badano reakcje mózgu w warunkach ciszy, kompletnego braku bodźców termicznych i dotykowych.
Jego doświadczenia nad zbiornikiem izolacyjnym opisał bardzo wiernie Stanisław Lem w opowiadaniu "Odruch warunkowy" o pilocie Pirxie, ze zbioru opowiadań Księga robotów z 1961.
Obecnie takie zbiorniki izolacyjne są produkowane jako sprzęt do badań psychologicznych.
Lilly prowadził także badania nad komunikacją ludzi z delfinami.